# 実況パワープロレスリング'96 マックスボルテージ
『実況パワープロレスリング'96 マックスボルテージ』（じっきょうパワープロレスリングきゅうじゅうろく マックスボルテージ）は、1996年9月13日に日本のコナミから発売されたスーパーファミコン用プロレスゲーム。

## 概要
同社の『実況パワフルプロ野球シリーズ』のヒットにより製作されたコナミ実況スポーツゲームの一作。若手レスラーを操作し、4つの団体のチャンピオンになる事を目的としている。ゲーム中の実況はテレビ朝日系列プロレス中継番組『ワールドプロレスリング』（1969年 - ）において実況を行っており、当時テレビ朝日所属アナウンサーであった辻義就が担当している。
開発はコナミコンピュータエンタテインメント大阪が行い、プロデューサーはゲームボーイ用ソフト『アウトバースト』（1993年）を手掛けた福井博幸、ディレクターおよび企画はスーパーファミコン用ソフト『タイニー・トゥーン アドベンチャーズ』（1992年）を手掛けた薬師寺健雄、音楽はスーパーファミコン用ソフト『実況おしゃべりパロディウス』（1995年）を手掛けた安慶名伸行が担当している。

## ゲーム内容
ゲームモードはバーサスモード（試合形式を選んでシングル、タッグの対戦）トーナメント、リーグ戦、プロレス版サクセスモード「マックスボルテージ」によるレスラーエディットがある。
対戦形式ではスタンダード、UWFルールに近い「シュート」、地雷爆破、電流爆破等の「デスマッチ」がある。
実況は辻義就（現：辻よしなり、当時テレビ朝日アナウンサー）が担当。後に本家パワプロ9でも実況を勤めている。
登場レスラーは4つの団体計50人。過去のコナミ作品に登場したキャラクターもギミックレスラーとして登場する。

## 登場団体

### 超日本プロレスリング
ストロングスタイル
- 那形影虎
- グリズリー鷹井
- アーサー新田
- マスクドロボ
- ソロモン内海
- キラー・信長
- アレックス福永
- エンジェル工藤
- レオボルド龍見
- スパロー白石
- タイタン城ノ内
- ザ・サンダーボルト
- L・ワイバーン
- ビルボイジャー
- 犬神月緒

### WWK
アメリカンプロレススタイル
- スパークスター
- The G・ゴエモン
- ミスタースナッチャー
- ミスタージェル
- E R カンフー
- ドクターミスト
- リヒターベルモンド
- ミスティックダババ
- エルグラディウス
- ビッグザモアイ
- ミルサラマンダ
- スペルアトランティス
- ビルコマンダー
- The G・月風魔
- ランスソルジャー

### BOM
インディペンデント団体
- 番堂長門
- バッカス岩井
- ミスター祭蔵
- 柳生剣豪郎
- マスクドクラーケン
- テラーテムジン
- ウルフザトマホーク
- アブラカダブラー
- メガキング
- デスブラッドマン

### REAL'S
UWF系列
- 椎名優
- 鳴海幸司
- 和田健四郎
- 北方宗典
- ニコライビダルスキー
- ジュドーコンコルド
- 村上誠
- アイアン山上
- カイゼルエアハルト
- ダリルダグラス

### 伝説のレスラー
- マックスボルテージクリア後に登場。エディット選手と隠しレスラー「マックス・マーキュリー」が所属。

## スタッフ
- ディレクター、企画：薬師寺健雄
- プログラム
  - システム・プログラム：下野俊典
  - ライブ・プログラム：みやおかひろし
  - テク・プログラム：かたおかひでき
  - プレイヤー・プログラム：八木康一
- デザイン
  - メイン・デザイン：矢内一則
  - 背景デザイン：吉田伸行
  - CGデザイン：森澤友裕、池本健二
- サウンド・ユニット
  - サウンド・プロデューサー：上原和彦
  - サウンド・ディレクター：冨田朋也
  - 音楽：安慶名伸行
  - サウンドAD：上西隆仁
- プロダクト・ユニット
  - プロダクト・マネージャー：難波和宏
  - プロダクト・デザイン：角田孝志
- ライブ・システム：山本泰弘
- MVサポート：丸山修、奥谷友春
- VCユニット
  - カメラワーク：下野俊典、池本健二
  - CGオペレート：森澤友裕、池本健二
  - 演者：薬師寺健雄、矢内一則、みやおかひろし、かたおかひでき、八木康一、森澤友裕
- 実況：辻義就（テレビ朝日アナウンサー）
- プロデューサー：福井博幸
- エグゼクティブ・プロデューサー：樹下國昭

## 評価
ゲーム誌『ファミ通』の「クロスレビュー」では合計25点（満40点）、『ファミリーコンピュータMagazine』の読者投票による「ゲーム通信簿」での評価は以下の通り、20.5点（満30点）となっている。
| 項目 | キャラクタ | 音楽 | お買い得度 | 操作性 | 熱中度 | オリジナリティ | 総合 |
| 得点 | 3.5        | 3.5  | 3.2        | 3.4    | 3.6    | 3.3            | 20.5 |